# 全日本ヨガ連盟
一般社団法人全日本ヨガ連盟（ぜんにっぽんヨガれんめい、The Yoga Organization of Japan）は、日本国内でヨーガ指導を行う者にインド政府公認の資格検定を行っている。また、ヨーガの哲学と正しいインド文化を広く啓蒙するための活動を行っている。

## 概要
ヨーガに関する啓蒙活動を行う。
全世界的なヨーガの広がりに対し、インド政府として中心的な役割を担うための体制作りが始まるなかで、2014年にインド政府にアユシュ省（ヨーガ・アーユルヴェーダの省）が設けられ、2015年にインド政府が正式に公認するヨガ検定が開始された。
一般社団法人全日本ヨガ連盟は、インド以外の国では世界で最初にヨガ検定を実施する機関として公式に認可された団体である。